# Haruo Remeliik
Haruo Ignacio Remeliik (1º giugno 1933 – Koror, 30 giugno 1985) è stato un politico palauano Ha occupato la carica di primo Presidente della Repubblica di Palau dal 1980 al 1985, anno del suo assassinio.

## Biografia
Remeliik è stato assassinato il 30 giugno 1985 da un killer non identificato, sulla via del ritorno per casa sua. 6 mesi dopo l'evento due parenti di Roman Tmetuchl e un terzo uomo sono stati arrestati per eventuali connessioni all' omicidio, ma sono stati rilasciati.
| Controllo di autorità | VIAF (EN) 9401156565739223500006 · GND (DE) 1192145895 |